# 马拉松
馬拉松（英語：marathon）是一項考驗耐力的長跑運動，一般指全程馬拉松，簡稱全馬。這項運動的名稱來自公元前490年古希臘時代雅典與波斯之間的马拉松战役。相傳希臘在這場戰役中擊敗波斯軍隊，雅典士兵菲迪皮德斯為了傳達獲勝訊息，由馬拉松平原跑回雅典報捷，隨後力竭而死。馬拉松在1896年的首屆奧林匹克運動會中已列為正式競賽項目之一，但長度並沒有精確固定。前幾屆奧運會的馬拉松比賽長度大約是40公里（25英里），大致是從馬拉松到雅典的距離。直到1921年，馬拉松的長度才被嚴格規定為42公里195米或26英里385碼，而這個標準一直沿用至現在。現時全世界每年舉行的馬拉松比賽超過八百場。

## 历史

### 起源
马拉松运动和传奇是分不开的，同时马拉松的历史也是有争论的。
马拉松的传说首次被记载于公元1世纪时普鲁塔克的杂文On the Glory of Athens，他引用了赫拉克利德斯（希臘語：Ἡρακλείδης ὁ Ποντικός）失传的作品，给那名传信的士兵取名为Thersipus of Erchius或 Eucles，该希腊士兵传胜利消息需先跑过平原名马拉松平原，且在跑完全程传递完消息后死去。

### 現代奥运马拉松

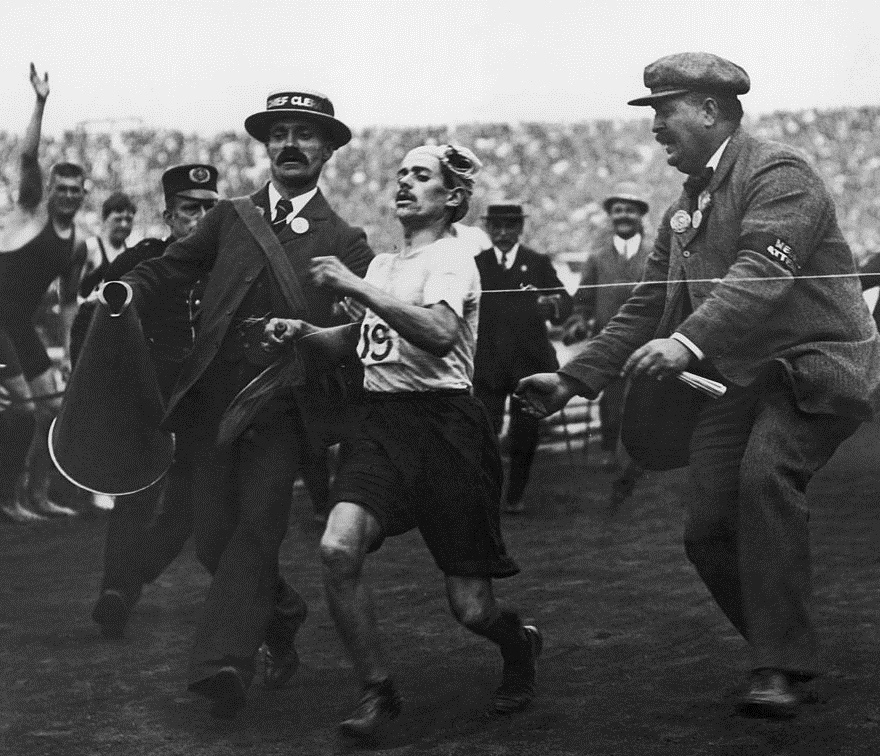
1908年伦敦奥运会马拉松

在第一届现代奥林匹克运动会中设立马拉松比赛的想法，来自于法国语言学家米歇尔·布雷亚尔（法語：Michel Bréal）。这个想法得到了现代奥林匹克创始人顾拜旦的大力支持。希腊人斯皮里宗·路易斯（Σπυρίδων "Σπύρος" Λούης）以2小时58分50秒赢得了第一届奥运会马拉松比赛的冠军。
从第一届现代奥运会开始，把男子马拉松比赛放在最后进行就成为了一项传统，而且终点都设在主体育场内。在最初4届奥运会的马拉松赛比赛当中，其距离都是由组织者随意制定的。1896年雅典奥运会，马拉松比赛的距离不足40公里；1900年巴黎奥运会，距离大约是40公里；1904年圣·路易斯奥运会，距离大约是41公里。直到1908年伦敦奧運會，这屆馬拉松的起點設在溫莎城堡，終點設在白城市（White City）運動場內。賽道全長42.195公里，此後的奧運馬拉松賽事均以此長度為标准。
2004年夏季奥运会马拉松比赛重新还原了第一届奥运会的路线，从马拉松镇到雅典，终点在帕那辛納克體育場（Παναθηναϊκό στάδιο），并把颁奖仪式安排在闭幕式上举行。

### 馬拉松專門賽事
波士頓馬拉松創始於1897年4月19日，其靈感來自於1896年夏季奧運會首次馬拉松比賽的成功。它是世界上最古老的年度馬拉松賽事，也是世界上最負盛名的公路賽跑賽事之一。它的路線從米德爾塞克斯縣南部的霍普金頓到波士頓的科普利廣場。約翰尼·海斯在1908年夏季奧運會上的勝利也促進了美國長跑和馬拉松運動的早期發展。那年晚些時候，包括1909 年元旦在紐約州揚克斯舉行的帝國城馬拉松在內的假期比賽標誌著早期的跑步熱潮，稱為“馬拉松狂熱”。1908年奧運會之後，紐約市的前五場業餘馬拉松比賽在具有特殊意義的日子舉行：感恩節、聖誕節後的第二天、元旦、華盛頓生日和林肯生日。
2014年，估計有550,600人次在美國完成馬拉松賽事。這可以與1980年的143,000人次進行比較。今天，馬拉松比賽幾乎每週在世界各地舉行。

### 女子馬拉松
女子马拉松被列入正式比赛项目是在洛杉矶的1984年夏季奥运会。美国的琼·班瓦（Joan Benoit）赢得了比赛，成为现代奥运会中第一个女子马拉松冠军。她的用时是2小时24分52秒。

## 赛制
| 年份      | 距离 (公里) | 距离 (英里) |
| --------- | ----------- | ----------- |
| 1896      | 40          | 24.85       |
| 1900      | 40.26       | 25.02       |
| 1904      | 40          | 24.85       |
| 1906      | 41.86       | 26.01       |
| 1908      | 42.195      | 26.22       |
| 1912      | 40.2        | 24.98       |
| 1920      | 42.75       | 26.56       |
| 1924 以后 | 42.195      | 26.22       |

马拉松比赛的标准长度由国际田联在1921年正式确立，为42公里195米或26英里385码。
1980年代后，半程馬拉松（約21公里）在民间兴起。
由于马拉松比赛在公路上进行，赛道情况不同，因而有很長的一段時期没有设立「世界记录」，而只有「世界最佳成绩」（或「最佳时间」）作为跑手的成績紀錄。直到2004年，国际田联正式采用马拉松世界纪录，告别只有世界最好成绩的时代。
男子马拉松國際田聯賽事世界纪录是2小时00分35秒，由肯尼亚选手凯尔文·基普图姆（Kelvin Kiptum）在2023年芝加哥马拉松上创造。非國際田聯比賽記錄為埃利乌德·基普乔盖在2019年10月进行的英力士1:59挑战赛中創造，時間為1小时59分40秒，這是人類首次馬拉松跑進2小時以內，但由於此次比賽為突破人類極限而精心設計過，是場無其他競爭者的非正式比賽，加之配速團的陪跑未符合田徑規則，故此次成績不會列入國際田徑總會紀錄。。
女子马拉松的世界纪录是2小時9分56秒，由肯亞选手切帕蒂奇(Ruth Chepngetich)在2024年芝加哥馬拉松上创造。

## 世界歷年前25名（取個人最佳成績）
肯尼亚运动员埃利乌德·基普乔盖曾于2019年10月在英力士1:59挑战赛跑出1:59:40.2的成绩，但由于这场挑战赛为挑战人类极限增设了几条常规比赛不会出现的要素（如无其他竞争者、增加配速团陪跑等）不符合田径规则，故此次成绩不会被列入国际田径联合会纪录。

### 男子
| #  | 成绩    | 姓名                     | 國籍     | 締造日期       | 締造地點   |
| -- | ------- | ------------------------ | -------- | -------------- | ---------- |
| 1  | 2:00:35 | 凱爾文·基普圖姆          |          | 2023年10月8日  | 芝加哥     |
| 2  | 2:01:09 | 埃利乌德·基普乔盖        |          | 2022年9月25日  | 柏林       |
| 3  | 2:01:41 | 肯納尼薩·貝克勒          | 衣索比亞 | 2019年9月29日  | 柏林       |
| 4  | 2:01:48 | 西塞·莱玛                | 衣索比亞 | 2023年12月3日  | 瓦倫西亞   |
| 5  | 2:02:48 | 畢哈努·勒格斯            | 衣索比亞 | 2019年9月29日  | 柏林       |
| 6  | 2:02:55 | 莫西内特·杰瑞姆          | 衣索比亞 | 2019年4月28日  | 倫敦       |
| 7  | 2:02:57 | 丹尼斯·基普魯托·基梅托   |          | 2014年9月28日  | 柏林       |
| 7  | 2:02:57 | 提圖斯·埃基魯            |          | 2021年5月16日  | 米蘭       |
| 8  | 2:03:00 | 埃文斯·切貝特            |          | 2020年12月6日  | 瓦倫西亞   |
| 8  | 2:03:00 | 加布里埃尔·热艾          | 坦桑尼亚 | 2022年12月4日  | 瓦倫西亞   |
| 9  | 2:03:04 | 勞倫斯·切羅諾            |          | 2020年12月6日  | 瓦倫西亞   |
| 11 | 2:03:13 | 伊曼紐爾·基普車車·穆泰   |          | 2014年9月28日  | 柏林       |
| 11 | 2:03:13 | 威爾森·克伊普            |          | 2016年9月25日  | 柏林       |
| 11 | 2:03:13 | 阿莫斯·基普鲁托          |          | 2022年3月6日   | 東京       |
| 11 | 2:03:13 | 文森特·基普凯莫伊        |          | 2023年9月24日  | 柏林       |
| 15 | 2:03:16 | 穆勒·瓦西洪              | 衣索比亞 | 2019年4月28日  | 倫敦       |
| 16 | 2:03:24 | 塔德塞·塔凯莱            | 衣索比亞 | 2023年9月24日  | 柏林       |
| 17 | 2:03:29 | 亚历山大·穆蒂索          |          | 2022年12月4日  | 瓦倫西亞   |
| 18 | 2:03:34 | 蓋塔內·莫拉              | 衣索比亞 | 2019年1月25日  | 杜拜       |
| 19 | 2:03:36 | 西賽·萊馬                | 衣索比亞 | 2019年9月29日  | 柏林       |
| 19 | 2:03:36 | 巴希爾·阿卜迪            | 比利时   | 2021年10月24日 | 鹿特丹     |
| 21 | 2:03:38 | 帕特里克·马卡乌·穆斯约基 |          | 2011年9月25日  | 柏林       |
| 22 | 2:03:39 | 塔米拉特·托拉            | 衣索比亞 | 2021年10月17日 | 阿姆斯特丹 |
| 23 | 2:03:40 | 赫帕薩·內加薩            | 衣索比亞 | 2019年1月25日  | 杜拜       |
| 24 | 2:03:46 | 古耶·阿朵拉              | 衣索比亞 | 2017年9月24日  | 柏林       |
| 25 | 2:03:50 | 蒂莫西·基普拉加特        |          | 2023年4月16日  | 鹿特丹     |

### 女子
| #  | 成绩    | 姓名                   | 國籍     | 締造日期       | 締造地點   |
| -- | ------- | ---------------------- | -------- | -------------- | ---------- |
| 1  | 2:11:53 | 提格斯特·阿塞法        | 衣索比亞 | 2019年10月13日 | 维也纳     |
| 2  | 2:13:44 | 西凡·哈桑              | 荷蘭     | 2023年10月8日  | 芝加哥     |
| 3  | 2:14:04 | 布里吉德·科斯蓋        |          | 2019年10月13日 | 芝加哥     |
| 4  | 2:14:18 | 露丝·切普恩杰蒂奇      |          | 2022年10月9日  | 芝加哥     |
| 5  | 2:14:58 | 阿曼·貝里索            | 衣索比亞 | 2022年12月4日  | 瓦倫西亞   |
| 6  | 2:15:25 | 寶拉·拉德克利夫        | 英国     | 2003年4月13日  | 倫敦       |
| 7  | 2:16:28 | 罗斯玛丽·万吉鲁        |          | 2023年3月5日   | 東京       |
| 8  | 2:16:49 | 莱特森贝特·吉迪        | 衣索比亞 | 2022年12月4日  | 瓦倫西亞   |
| 9  | 2:16:56 | 泽哈伊·格梅丘          | 衣索比亞 | 2023年3月5日   | 東京       |
| 10 | 2:17:01 | 玛丽·凯塔尼            |          | 2017年4月23日  | 倫敦       |
| 11 | 2:17:09 | Megertu Alemu          | 衣索比亞 | 2023年10月8日  | 芝加哥     |
| 12 | 2:17:16 | 佩雷斯·杰普契奇尔      |          | 2020年12月6日  | 瓦倫西亞   |
| 13 | 2:17:20 | 阿爾馬茲·阿亞納        | 衣索比亞 | 2022年10月16日 | 阿姆斯特丹 |
| 14 | 2:17:23 | Yalemzerf Yehualaw     | 衣索比亞 | 2022年4月24日  | 汉堡       |
| 14 | 2:17:23 | Joyciline_Jepkosgei    |          | 2023年10月8日  | 芝加哥     |
| 16 | 2:17:29 | Sheila Chepkirui       |          | 2022年12月4日  | 瓦倫西亞   |
| 17 | 2:17:36 | Tedu Teshome           | 衣索比亞 | 2022年12月4日  | 瓦倫西亞   |
| 18 | 2:17:41 | 沃克內什·德格法        | 衣索比亞 | 2019年1月25日  | 杜拜       |
| 19 | 2:17:45 | 洛娜赫·切姆泰·萨尔皮特 | 以色列   | 2020年3月1日   | 東京       |
| 20 | 2:17:56 | 蒂鲁内什·迪巴巴        | 衣索比亞 | 2017年4月23日  | 倫敦       |
| 21 | 2:17:57 | Angela Tanui           |          | 2021年10月17日 | 阿姆斯特丹 |
| 22 | 2:17:58 | Degitu Azmeraw         | 衣索比亞 | 2021年10月3日  | 倫敦       |
| 22 | 2:17:58 | Ashete Bekere          | 衣索比亞 | 2022年3月6日   | 東京       |
| 24 | 2:18:03 | Tigist Abayechew       | 衣索比亞 | 2022年9月25日  | 柏林       |
| 25 | 2:18:04 | Joan Chelimo           | 羅馬尼亞 | 2022年4月17日  | 首尔       |

## 歷屆奧運會獎牌榜

### 男子
| 届数                      | 金牌                                  | 银牌                                 | 铜牌                                  |
| 1896年雅典 （詳細）       | 斯皮里宗·路易斯 · 希腊（GRE）         | 卡里勞斯·瓦西拉科斯 · 希腊（GRE）    | 克尔纳·久洛 · 匈牙利（HUN）           |
| 1900年巴黎 （詳細）       | 米歇爾·泰阿托 · 法国（FRA）           | 埃米尔·尚皮翁 · 法国（FRA）          | 恩斯特·法斯特 · 瑞典（SWE）           |
| 1904年聖路易 （詳細）     | 托馬斯·希克斯 · 美国（USA）           | 阿尔贝·科雷 · 美国（USA）            | 亞瑟·牛頓 · 美国（USA）               |
| 1908年倫敦 （詳細）       | 約翰尼·海斯 · 美国（USA）             | 查尔斯·赫弗伦 · 南非（RSA）          | 約瑟夫·福肖 · 美国（USA）             |
| 1912年斯德哥爾摩 （詳細） | 肯·麥克阿瑟 · 南非（RSA）             | 克里斯蒂安·吉彻姆 · 南非（RSA）      | 加斯頓·斯特羅賓諾 · 美国（USA）       |
| 1920年安特衛普 （詳細）   | 漢內斯·科萊赫邁寧 · 芬兰（FIN）       | 尤里·洛斯曼 · 爱沙尼亚（EST）        | 瓦莱里奥·阿里 · 意大利（ITA）         |
| 1924年巴黎 （詳細）       | 阿爾賓·斯滕羅斯 · 芬兰（FIN）         | 羅密歐·貝爾蒂尼 · 意大利（ITA）      | 克拉倫斯·德馬爾 · 美国（USA）         |
| 1928年阿姆斯特丹 （詳細） | 布吉拉·艾爾·歐菲 · 法国（FRA）        | 曼努埃尔·普拉萨 · 智利（CHI）        | 马尔蒂·马泰林 · 芬兰（FIN）           |
| 1932年洛杉磯 （詳細）     | 胡安·卡洛斯·薩瓦拉 · 阿根廷（ARG）    | 萨姆·费里斯 · 英国（GBR）            | 阿马斯·托伊沃宁 · 芬兰（FIN）         |
| 1936年柏林 （詳細）       | 孫基禎 · 日本（JPN）                  | 厄尼·哈珀 · 英国（GBR）              | 南昇龍 · 日本（JPN）                  |
| 1948年倫敦 （詳細）       | 德爾福·卡夫雷拉 · 阿根廷（ARG）       | 汤姆·理查兹 · 英国（GBR）            | 艾蒂安·蓋莉 · 比利时（BEL）           |
| 1952年赫爾辛基 （詳細）   | 埃米爾·扎托佩克 · 捷克斯洛伐克（TCH） | 雷納爾多·戈諾 · 阿根廷（ARG）        | 古斯塔夫·扬松 · 瑞典（SWE）           |
| 1956年墨爾本 （詳細）     | 阿蘭·米蒙 · 法国（FRA）               | 弗拉尼奥·米哈利奇 · 南斯拉夫（YUG）  | 韦科·卡尔沃宁 · 芬兰（FIN）           |
| 1960年羅馬 （詳細）       | 阿比比·比基拉 · 埃塞俄比亚（ETH）     | 拉哈迪·班·阿布德斯蘭 · 摩洛哥（MAR） | 貝瑞·馬吉 · 新西兰（NZL）             |
| 1964年東京 （詳細）       | 阿比比·比基拉 · 埃塞俄比亚（ETH）     | 巴兹尔·希特利 · 英国（GBR）          | 圆谷幸吉 · 日本（JPN）                |
| 1968年墨西哥城 （詳細）   | 馬莫·沃爾德 · 埃塞俄比亚（ETH）       | 君原健二 · 日本（JPN）               | 迈克·瑞安 · 新西兰（NZL）             |
| 1972年慕尼黑 （詳細）     | 弗蘭克·肖特 · 美国（USA）             | 卡雷爾·利斯蒙特 · 比利时（BEL）      | 馬莫·沃爾德 · 埃塞俄比亚（ETH）       |
| 1976年蒙特婁 （詳細）     | 瓦爾德馬·切爾平斯基 · 东德（GDR）     | 弗蘭克·肖特 · 美国（USA）            | 卡雷爾·利斯蒙特 · 比利时（BEL）       |
| 1980年莫斯科 （詳細）     | 瓦爾德馬·切爾平斯基 · 东德（GDR）     | 赫拉德·奈布尔 · 荷兰（NED）          | 薩蒂姆庫爾·朱馬納扎羅夫 · 苏联（URS） |
| 1984年洛杉磯 （詳細）     | 卡洛斯·洛佩斯 · 葡萄牙（POR）         | 约翰·特里西 · 爱尔兰（IRL）          | 查利·斯佩丁 · 英国（GBR）             |
| 1988年漢城 （詳細）       | 傑林多·博爾丁 · 意大利（ITA）         | 道格拉斯·瓦基於里 · （KEN）          | 艾哈邁德·薩拉赫 · 吉布提（DJI）       |
| 1992年巴塞隆納 （詳細）   | 黃永祚 · 韩国（KOR）                  | 森下廣一 · 日本（JPN）               | 斯特凡·弗赖冈 · 德国（GER）           |
| 1996年亞特蘭大 （詳細）   | 喬西亞·圖格萬 · 南非（RSA）           | 李鳳柱 · 韩国（KOR）                 | 埃里克·瓦伊納納 · （KEN）             |
| 2000年雪梨 （詳細）       | 格薩赫涅·阿貝拉 · 埃塞俄比亚（ETH）   | 埃里克·瓦伊納納 · （KEN）            | 泰斯法耶·托拉 · 埃塞俄比亚（ETH）     |
| 2004年雅典 （詳細）       | 斯特凡諾·巴爾迪尼 · 意大利（ITA）     | 梅布·科弗雷茲基 · 美国（USA）        | 萬德雷·科代羅·利馬 · 巴西（BRA）      |
| 2008年北京 （詳細）       | 森美爾·溫積路 · （KEN）               | 祖奧特·加列布 · 摩洛哥（MAR）        | 謝斯基·基比迪 · 埃塞俄比亚（ETH）     |
| 2012年倫敦 （詳細）       | 史提芬·基普若蒂奇 · 乌干达（UGA）     | 阿貝爾·齊魯伊 · （KEN）              | 威爾森·基普桑 · （KEN）               |
| 2016年里約熱內盧 （詳細） | 埃利烏德·基普喬蓋 · （KEN）           | 費伊薩·利勒沙 · 埃塞俄比亚（ETH）    | 蓋倫·魯普 · 美国（USA）               |

### 女子
| 届数                      | 金牌                                  | 银牌                              | 铜牌                                         |
| 1984年洛杉磯 （詳細）     | 瓊·班諾特 · 美国（USA）               | 格蕾特·威茲 · 挪威（NOR）         | 罗莎·莫塔 · 葡萄牙（POR）                    |
| 1988年漢城 （詳細）       | 罗莎·莫塔 · 葡萄牙（POR）             | 莉萨·马丁 · （AUS）               | 卡特琳·德雷 · 东德（GDR）                    |
| 1992年巴塞隆納 （詳細）   | 瓦倫蒂娜·葉戈羅娃 · 独联体（EUN）     | 有森裕子 · 日本（JPN）            | 洛兰·莫勒 · 新西兰（NZL）                    |
| 1996年亞特蘭大 （詳細）   | 法圖瑪·羅巴 · 埃塞俄比亚（ETH）       | 瓦倫蒂娜·葉戈羅娃 · 俄罗斯（RUS） | 有森裕子 · 日本（JPN）                       |
| 2000年雪梨 （詳細）       | 高橋尚子 · 日本（JPN）                | 利迪娅·希蒙 · 罗马尼亚（ROU）     | 喬伊絲·切普春巴 · （KEN）                    |
| 2004年雅典 （詳細）       | 野口水木 · 日本（JPN）                | 凱瑟琳·恩德雷巴 · （KEN）         | 迪娜·卡斯特 · 美国（USA）                    |
| 2008年北京 （詳細）       | 康斯坦丁娜·托梅斯庫 · 罗马尼亚（ROU） | 凱瑟琳·恩德雷巴 · （KEN）         | 周春秀 · 中国（CHN）                         |
| 2012年倫敦 （詳細）       | 蒂基·格拉納 · 埃塞俄比亚（ETH）       | 普瑞斯卡·吉普圖 · （KEN）         | 塔季揚娜·彼得羅娃·阿爾希波娃 · 俄罗斯（RUS） |
| 2016年里約熱內盧 （詳細） | 潔米瑪·蘇姆恭 · （KEN）               | 尤妮斯·基爾瓦 · 巴林（BRN）       | 瑪蕾·迪巴巴 · 埃塞俄比亚（ETH）              |

## 技巧和策略
马拉松比赛更多的强调重在参与。大多数参赛者关注的是其个人纪录（俗称PB）和在年龄组里的名次，还有一些人的目标只为了完成比赛。

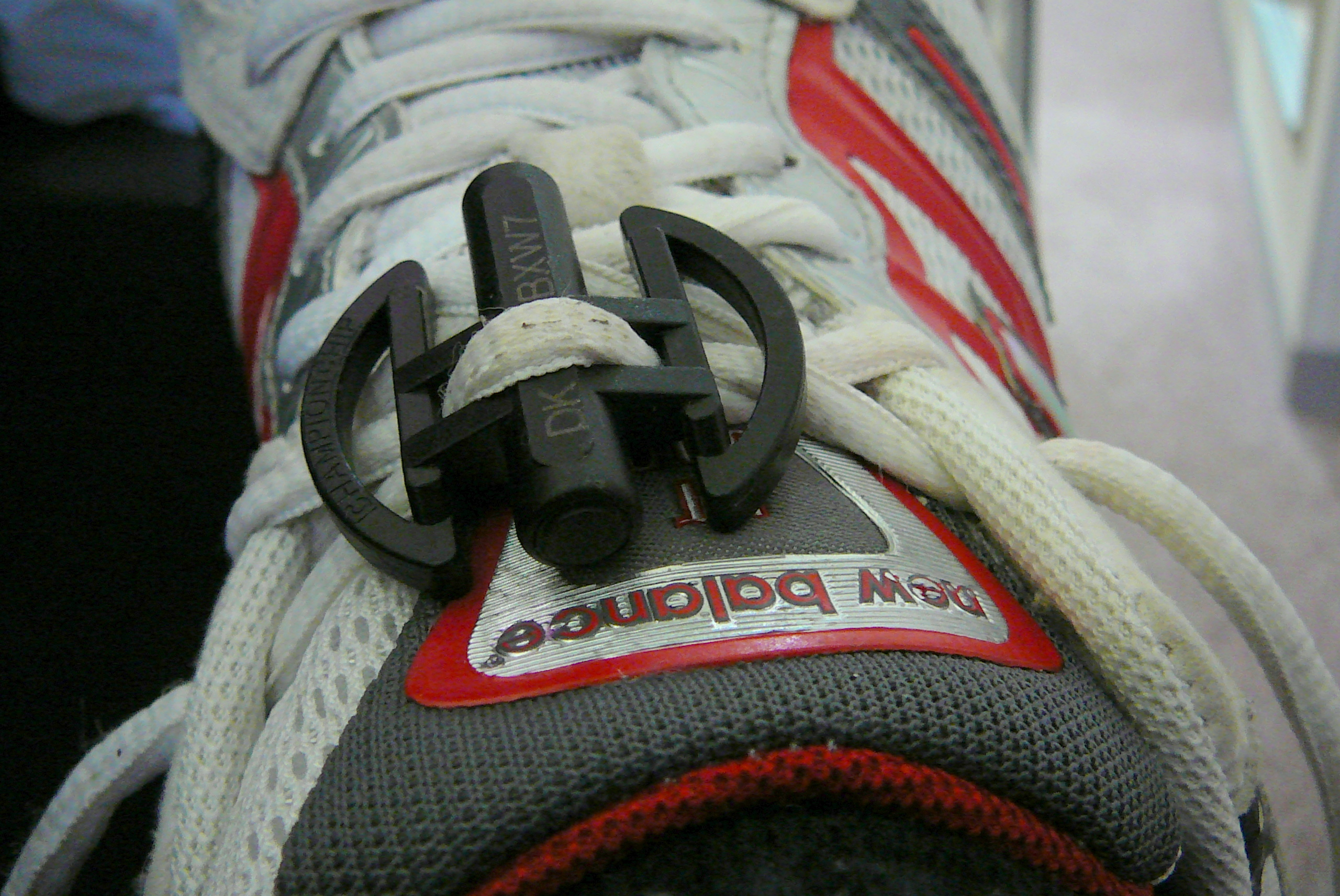
计时晶片

马拉松赛跑的战术包括全程跑和走-跑战术，还有一种介于中间的方法是从一个供水站跑到另一个供水站，在饮水区则步行，以确保把水喝完而不会洒掉。2007年美国的马拉松平均完成时间为：男子4小时29分52秒，女子4小时59分28秒。
變速跑戰術是一種較為另類跑法，這種戰術不是為了創造個人最佳紀錄，而是一種擾亂對手、消耗對手體力的手段。
参赛者们的另一个目的是跑进一定的时间段。例如第一次参赛者往往试图跑进4小时范围内，竞技运动员则可能尝试在3小时内跑完。其它的参照标准可以是重大赛事的参赛资格时间：波士顿马拉松是历史最悠久的马拉松，要求有认证的资格时间方可参加比赛；波士顿马拉松18-34岁年龄组规定的资格时间为男子3小时05分，女子3小时35分；即最近一年里在规定时间内完成一次波士顿马拉松组委会认可的赛事，才能获得参赛资格。纽约马拉松规定的资格时间比波士顿的还要短10分钟。这两个赛事规定时间的主要目的还是为了限制人数和保证足够的场地，大多数的比赛并不要求资格时间。

### 训练
很多教练认为马拉松训练的重点是长距离跑。业余选手通常会在每周最长的一次训练中跑20英里（32公里），每周总里程数达到40英里（64公里）。里程数是从少到多慢慢增加的，这也是量力而为的，有经验的跑手可能会跑更多。大量的长跑训练能够获得良好的耐力和比赛成绩，但同时也带来了运动伤害的风险。职业运动员的每周训练里程数超过100英里（160公里）。
世界上有各式各樣的訓練方法，而 80/20 法則亦被視為最受歡迎的訓練之一。依照此法則，每週訓練內容有 80% 應該是中低程度，而約 20% 則是中高強度。大部份傑出的跑者、單車運動員、游泳好手、三項鐵人等運動員都會按照這項法則練習，同時很多的業餘運動愛好人士亦會參照這方式提升自我。
很多马拉松训练计划至少持续五个月，开始逐渐增加训练量（每两周），最后到比赛前的1-3周为休整期，为恢复充分的体力而减量。对于只希望能完成比赛的新手，建议训练时间为每周4天，最少持续4个月。很多教练建议每周增加跑步里程数不要超过10%，他们也建议在开始马拉松专项训练前有过6周以上的跑步经验，以让身体适应新的节奏。
速度训练属于专项训练，能使跑步者适应比赛时的配速，以自己的目标时间完成比赛。常见的训练法有：法特莱克跑（Fartlek，又稱「变速跑」）、间歇跑、山坡跑，和乳酸阈（lactate threshold）训练（或称「无氧训练」）等等。
力量训练有助于提高速度，核心力量的训练（Core Training）是最重要的部分，强壮的核心能够有效预防受伤。马拉松运动员的身体核心主要是躯干，臀部和腰腹部。
交叉训练（Cross-training）是被普遍接受的一种积极的恢复法或辅助训练法，即通过参加其它的有氧运动（如游泳、自行车、登山等），减少重复跑步的乏味感，並锻炼不同肌群。
过度训练是指身体没有得到足够的休息，无法从紧张训练中恢复的结果。过量的训练会导致适得其反，而且受伤的可能性会更高。

## 赛前準備
在赛前的2-3周，跑手们通常会把每周的训练量减少到比以前的要少50%-75%，并且至少完全休息几天，让身体从高强度训练中恢复。长距离跑应在比赛前两周停止。
很多跑手在赛前几天会进行能量储备（Carbohydrate loading），即增加碳水化合物的摄取，让体内贮存更多的糖原。含有高碳水化合物的食品如：面条、米饭、烤马铃薯、蔬菜和水果等。赛前两天碳水化合物的比重甚至可以增加到进食总量的70%-90%；同时要注意多补充水分，防止身体脱水。

## 心脏风险
一份1996年发布的研究报告显示，在一个马拉松运动员的职业生涯中，发生致命性心肌梗死的几率大约为1/50,000；这被研究者们认为是非常小的概率。根据这项结果，报告还表示，为参加马拉松比赛而做心脏检查是没有必要的。但是，这个研究报告并没有评估马拉松对心脏健康的总体影响。
2006年，在一次对60名业余马拉松参与者的研究中，测验了跑完马拉松后他们体内的一些肌钙蛋白（能检验出心脏损伤或心脏系统紊乱），并且在赛前和赛后都为他们做了超声波扫描。结果显示：在这60人的测试样本里面，赛前每周跑步少于35英里（约56公里）的，很有可能存在心脏损伤或心脏系统紊乱；然而每周跑步多于45英里（约72公里）的，却很少或者没有检测出心脏问题。
需要强调的是：「经常性的跑步对健康非常有益」，包括能降低50%的心肌梗死风险。此外，这些研究只涉及到了马拉松，和其他形式的跑步无关。而马拉松被认为是一项对耐力的考验，它对心脏的压力比其它更短的跑步活动要大，所以这可能是对那些研究结果的解释。还有一项研究调查了在锻炼时发生心肌梗死的个体，指出长期缺乏锻炼的人在运动时发生心肌梗死的机率比经常锻炼的人要高50倍。
2007年，28岁的马拉松名将瑞安·谢伊（Ryan Shay），在早前的美国奥运选拔赛中突然晕倒，后经抢救无效死亡。他的死被报告为可能是由于先天性心脏异常，或心脏结构上的缺陷引起的。

## 超級馬拉松
超級馬拉松（Ultramarathon），簡稱「超馬」，是距离超過42公里的长跑比賽或者是耐力賽。超級馬拉松自1980年代興起，知名賽事如1983年起的斯巴達超馬（Spartathlon）、撒哈拉超馬（Marathon des Sables）均已有30多年歷史。
2006年8月19日，来自美國的世界超級馬拉松之王——迪安·卡纳泽斯（Dean Karnazes）為了挑战體能極限，在連續50天內，每天跑一次約40公里長的馬拉松，完成路程共計超過2000公里。
2006年9月6日，法國馬拉松選手賽茲·吉拉爾（Serge Girard）以連續276天由巴黎跑至東京都，完成1.9萬公里路程，打破不停站馬拉松紀錄，成為史上首名跑越5个洲的人。
超級馬拉松唯一的瓶頸，就是選手體能，選手必須維持在一定狀態，因為當時間越久，體力會漸漸流失，唯一完成比賽的力量就是意志力，所以比賽資格都會要求必須是國際賽經驗豐富的選手才能參與，以免發生意外。

## 各大赛事
全世界每年有超过800个马拉松比赛，六个最大的赛事分别是：波士顿马拉松、纽约马拉松、芝加哥马拉松、伦敦马拉松、柏林马拉松和东京马拉松。这六个赛事组成了一年两次的世界马拉松系列赛（World Marathon Majors，又稱世界馬拉松大滿貫）。每年系列赛总排名第一的男女运动员将各获得50万美元的奖金。

### 国际田联金级道路赛事
国际田径联合会从2008年推出路跑标牌赛事标准（IAAF Label Road Race），将重要的马拉松赛事划分为金、银、铜三个等级，世界马拉松系列赛的六个也包括在内。从2020年开始，国际田联路跑标牌赛事将增设白金标级别。
|        | 赛事                     | 举办城市       | 创办年份 |
| ------ | ------------------------ | -------------- | -------- |
| 亚洲   | 首尔国际马拉松           | 首尔           | 1931     |
| 亚洲   | 琵琶湖马拉松             | 大津           | 1946     |
| 亚洲   | 名古屋女子马拉松         | 名古屋         | 1980     |
| 亚洲   | 北京马拉松               | 北京           | 1981     |
| 亚洲   | 大阪国际女子马拉松       | 大阪           | 1982     |
| 亚洲   | 上海国际马拉松           | 上海           | 1996     |
| 亚洲   | 渣打香港馬拉松           | 香港           | 1997     |
| 亚洲   | 迪拜马拉松               | 迪拜           | 2000     |
| 亚洲   | 厦门国际马拉松           | 厦门           | 2003     |
| 亚洲   | 扬州鉴真国际半程马拉松   | 扬州           | 2006     |
| 亚洲   | 东京马拉松               | 东京           | 2007     |
| 亚洲   | 重庆国际马拉松           | 重庆           |          |
| 亚洲   | 岐阜清流半程马拉松       | 岐阜           |          |
| 亚洲   | 福冈国际马拉松公开赛     | 福冈           |          |
| 亚洲   | 黄河口（东营）国际马拉松 | 东营           | 2008     |
| 亚洲   | 班加罗尔马拉松           | 班加罗尔       |          |
| 亚洲   | 渣打孟买马拉松           | 孟买           |          |
| 亚洲   | 新德里半程马拉松         | 新德里         |          |
| 亚洲   | 兰州国际马拉松           | 兰州           | 2011     |
| 亚洲   | 广州马拉松               | 广州           | 2012     |
| 亚洲   | 渣打新加坡马拉松         | 新加坡         |          |
| 欧洲   | 雅典經典馬拉松           | 雅典           | 1972     |
| 欧洲   | 巴塞罗那半程马拉松       | 巴塞罗那       |          |
| 欧洲   | 苏黎世马拉松             | 苏黎世         |          |
| 欧洲   | 罗马-奥斯提亚半程马拉松  | 罗马           | 1974     |
| 欧洲   | 里斯本半程马拉松         | 里斯本         |          |
| 欧洲   | 阿姆斯特丹马拉松         | 阿姆斯特丹     |          |
| 欧洲   | 布拉格半程马拉松         | 布拉格         | 1999     |
| 欧洲   | 法兰克福马拉松           | 法兰克福       |          |
| 欧洲   | 伊斯坦布尔半程马拉松     | 伊斯坦布尔     |          |
| 欧洲   | 伊斯坦布尔马拉松         | 伊斯坦布尔     |          |
| 欧洲   | 巴黎馬拉松               | 巴黎           |          |
| 欧洲   | 倫敦馬拉松               | 伦敦           | 1981     |
| 欧洲   | 鹿特丹马拉松             | 鹿特丹         |          |
| 欧洲   | 维也纳城市马拉松         | 维也纳         |          |
| 欧洲   | 马德里摇滚马拉松         | 马德里         |          |
| 欧洲   | 瓦伦西亚马拉松           | 瓦伦西亚       | 1981     |
| 欧洲   | 布拉格马拉松             | 布拉格         | 1995     |
| 欧洲   | 卡罗维瓦利半程马拉松     | 卡罗维瓦利     | 2012     |
| 欧洲   | 布杰约维采半程马拉松     | 布杰约维采     | 2012     |
| 欧洲   | 奥洛穆克半程马拉松       | 奧洛穆茨       |          |
| 欧洲   | 拉贝河畔乌斯季半程马拉松 | 拉貝河畔烏斯季 |          |
| 欧洲   | 柏林馬拉松               | 柏林           | 1974     |
| 欧洲   | 哥本哈根半程马拉松       | 哥本哈根       |          |
| 美洲   | 波士頓馬拉松             | 波士顿         | 1897     |
| 美洲   | 紐約馬拉松               | 纽约           | 1970     |
| 美洲   | 芝加哥馬拉松             | 芝加哥         | 1977     |
| 美洲   | 休斯顿半程马拉松         | 休斯敦         | 2002     |
| 美洲   | 渥太华马拉松             | 渥太華         |          |
| 美洲   | 波哥大半程马拉松         | 波哥大         |          |
| 美洲   | 多伦多海滨马拉松         | 多伦多         |          |
| 大洋洲 | 悉尼马拉松               | 悉尼           |          |
| 大洋洲 | 黄金海岸机场马拉松       | 黄金海岸       | 1979     |
| 非洲   | 开普敦马拉松             | 开普敦         |          |

### 各國/地區知名賽事
ING国际马拉松系列
- ING紐約馬拉松
- ING邁阿密馬拉松
- ING阿姆斯特丹馬拉松
- ING台北國際馬拉松（2009年起不再屬於ING系列）[59]

渣打马拉松系列
- 渣打香港马拉松
- 渣打臺北公益馬拉松
- 渣打新加坡馬拉松
- 渣打吉隆坡馬拉松
- 渣打半馬拉松印尼（印尼雅加達）
- 渣打杜拜馬拉松
- 渣打內羅比馬拉松
- 渣打史丹利馬拉松（福克蘭群島）
- 渣打澤西馬拉松（海峽群島）

中国大陆赛事
- 北京国际马拉松赛[60]
- 厦门国际马拉松[61]
- 上海马拉松[53]
- 西藏半程马拉松[62]
- 大连国际马拉松[63]
- 杭州国际马拉松[64]
- 广州国际马拉松[65]
- 珠海半程马拉松[66]
- 深圳国际马拉松[67]
- 长沙国际马拉松[68]
- 天津国际马拉松
- 重庆国际马拉松
- 深圳国际马拉松
- 武汉马拉松
- 成都双遗马拉松
- 南京国际马拉松
- 宁波国际马拉松
- 南昌国际马拉松
- 兰州国际马拉松
- 太原国际马拉松
- 中山国际马拉松
- 福州国际马拉松
- 贵阳国际马拉松
- 无锡国际马拉松
- 海南国际马拉松
- 合肥国际马拉松
- 泰山国际马拉松
- 千岛湖马拉松
- 唐山国际马拉松[69]
- 衡水湖国际马拉松
- 秦皇岛国际马拉松
- 黄河口国际马拉松
- 六盘水国际马拉松
- 昆明高原国际半程马拉松
- 上合昆明国际马拉松
- 大理国际马拉松
- 腾冲国际马拉松
- 东莞松山湖国际马拉松
- 清远国际马拉松
- 江门健走马拉松
- 中国郑开国际马拉松赛
- 长城马拉松

香港赛事
- 渣打香港马拉松[70]
- 香港超级马拉松
- 中国海岸马拉松
- AXA安盛香港街马@九龙东
- 联合国儿童基金会慈善跑

台灣
- 臺北馬拉松
- 新北市萬金石馬拉松
- 長榮航空城市觀光馬拉松
- 台灣米倉田中馬拉松
- 高雄富邦馬拉松
- 東吳國際超級馬拉松

澳門赛事
- 澳门国际马拉松[71]
- 澳門銀河娛樂國際馬拉松

## 外部連結
- 波士顿马拉松介绍[永久]（中文）
- 運動生理學網站（中文）
- 奥运会马拉松网站 （页面存档备份，存于）（英文）
- Marathon42k - Marathon Ranking & Calendar（英文）
- Marathon in Patagonia, Chile
- 中華民國馬拉松協會 （页面存档备份，存于）
- 中華民國超級馬拉松跑者協會 （页面存档备份，存于）
- 運動筆記 （页面存档备份，存于）